# Enrique Paschen
Enrique Fedrico Mauricio Paschen (* 30. Dezember 1860 in Tacubaya, Mexiko; † 22. Oktober 1936 in Hamburg) war ein deutscher Arzt, Impfarzt und Mikrobiologe. Er wies als Erster (indirekt) Viren, speziell das Pockenvirus Variola, nach.

## Leben
Als Sohn des kaufmännischen Konsuls Conrad G. Paschen in Mexiko geboren, studierte Paschen Medizin in Heidelberg und Leipzig. Er wurde Assistenzarzt am Allgemeinen Krankenhaus St. Georg in Hamburg, 1888 niedergelassener Arzt in Hamburg und war von 1890 bis 1911 Assistenzarzt an der Hamburger Staatsimpfanstalt. Von  1914 bis 1930 war er Oberimpfarzt und Leiter dieser Anstalt. In den Jahren 1911 und 1912 überprüfte er die Pockenimpfungen im Kaiserlichen Schutzgebiet Togo. 1912 wurde er Professor in Hamburg. Nach der Pensionierung war er am Hamburger Tropeninstitut tätig und Honorarprofessor der Universität Hamburg. Im November 1933 unterzeichnete er das Bekenntnis der deutschen Professoren zu Adolf Hitler.
Der erste, noch vage morphologische Nachweis der Pocken gelang ihm 1906 mit einem Lichtmikroskop. Er beschrieb die von ihm „Elementarkörperchen“ und nach ihm „Paschenschen Körperchen“ (Einschlusskörperchen im Zytoplasma der pockeninfizierten Zelle) benannten gleichmäßig gefärbten Partikel in Kinderlymphe, anschließend auch in anderen Flüssigkeiten wie der Variolavakzine. Ab 1908 sah er sie als den Erreger der Pocken an, was sich bis zu Mitte der 1920er Jahre allerdings nur langsam als Lehrmeinung durchsetzte. Paschen wurde im Jahr 1936 zum Mitglied der Leopoldina gewählt.